# Wyspa skarbów (album)
Wyspa skarbów – drugi album dziecięcego zespołu Małe TGD, wydany 25 października 2019 przez GIFT Management. Nominacja do Fryderyka 2020 w kategorii «Album Roku Muzyka Dziecięca i Młodzieżowa».
W listopadzie 2024 nagrania uzyskały certyfikat złotej płyty.

## Lista utworów
- - 1. Ukulele
  - 2. Siema
  - 3. Sieć
  - 4. Skarb
  - 5. Idę sobie
  - 6. Drzewo
  - 7. Kocham Cię
  - 8. Wiara czyni cuda
  - 9. Nadzieja
  - 10. Miłość

+ wersje instrumentalne:
- - 11. Ukulele
  - 12. Siema
  - 13. Skarb
  - 14. Idę sobie
  - 15. Drzewo